# Warren Sprout
Warren Sprout (n. 3 februarie 1874, Picture Rocks⁠(d), Pennsylvania, SUA – d. 23 august 1945, Westfield⁠(d), New Jersey, SUA) a fost un trăgător de tir ce a reprezentat Statele Unite ale Americii, medaliat olimpic. A participat la o ediție a Jocurilor Olimpice (1912) în care a câștigat o medalie de aur și două medalii de bronz.